# Sociedad de Estados Unidos

Un mapa cultural del mundo elaborado por el World Values Survey, describiendo Estados Unidos como más alto en «valores tradicionales» y «valores de autoexpresión» en comparación con otros países.

La sociedad de Estados Unidos tiene su base en la cultura occidental, y su origen es muy anterior a que Estados Unidos se convirtiese en un país independiente con rasgos propios en su música, arte, costumbres, cocina y folclore. Actualmente, Estados Unidos de América es un país étnica y racialmente diverso como resultado de una inmigración masiva de muchos países diferentes a lo largo de su historia.

## Armas
Estados Unidos generalmente es considerado el país más permisivo con las armas de fuego entre los países desarrollados. Los estadounidenses son el 4 % de la población mundial y poseen el 46 % de stock de armas. El derecho a tener y portar armas está garantizado por la Segunda Enmienda a la Constitución de los Estados Unidos.

## Religión
Desde su fundación, la tradición religiosa dominante en Estados Unidos ha sido el protestantismo. En 2016, el 74 % de estadounidenses eran cristianos y el 49 % eran protestantes; otro 23 % eran católicos. En Estados Unidos se practican una gran variedad de religiones, como el judaísmo, el budismo, el hinduismo y el islam. Un 18 % de la población no pertenece a ninguna religión.
La libertad religiosa está garantizada por la Primera Enmienda a la Constitución de los Estados Unidos y existe una tradición secular de gobierno, aunque el grado de secularismo en Estados Unidos es objeto de debate.

## Género
Las parejas generalmente se conocen a través de amigos, de instituciones religiosas y de educativas, el trabajo, así como de servicios de citas como aplicaciones. El matrimonio entre personas del mismo sexo es legal desde 2015. Desde la década de 1970, los roles de género se han enfrentado a desafíos legales y sociales que han disminuido su influencia.